# Camille Claudelová
Camille Claudelová (nepřechýleně Claudel; 8. prosince 1864 – 19. října 1943) byla francouzská sochařka a grafička, starší sestra francouzského básníka a diplomata Paula Claudela.

## Mládí

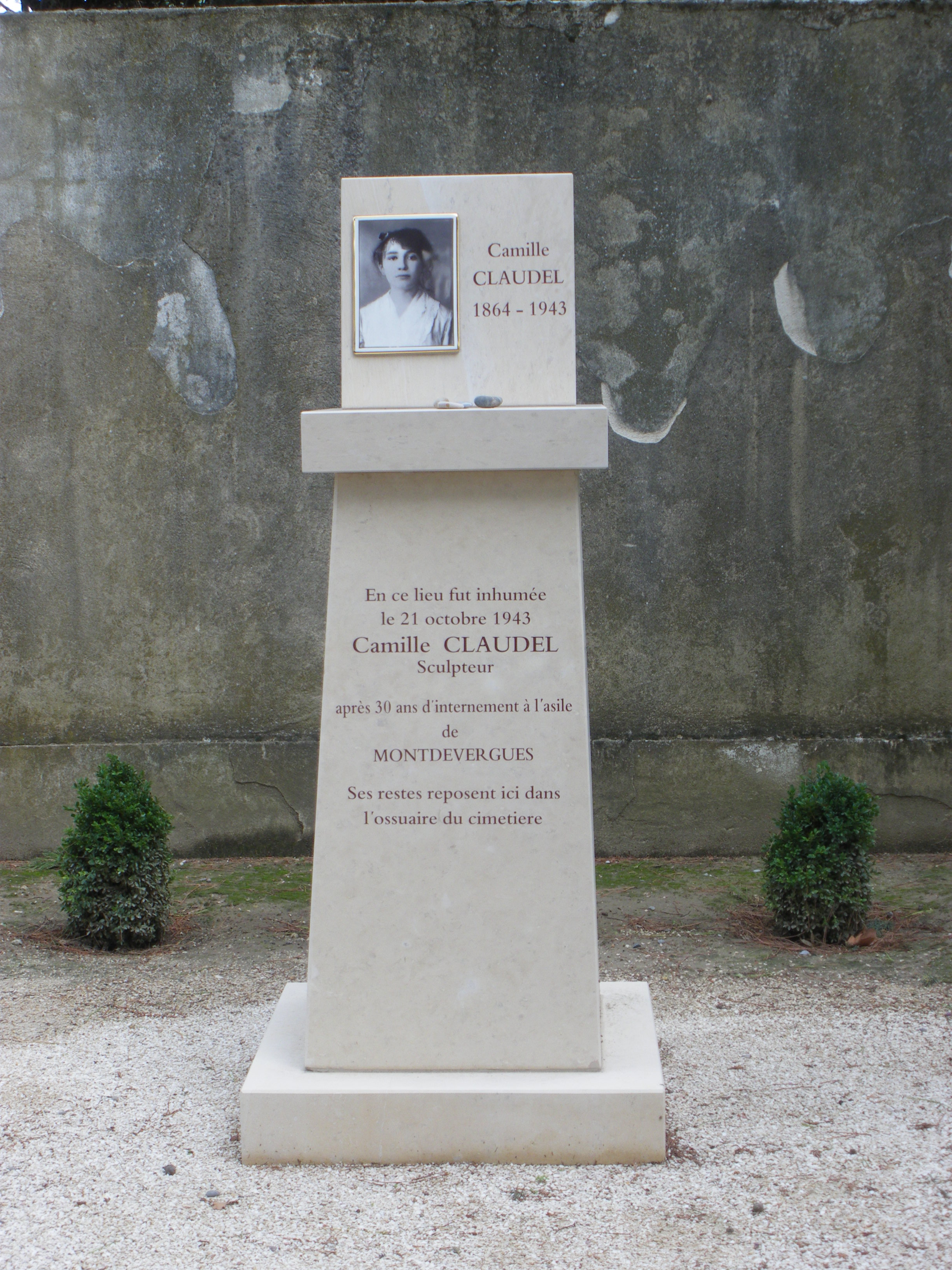
Její hrob na hřbitově v Montfavet, (Avignon, Vaucluse, Francie)

Narodila se v Fère-en-Tardenois, departement Aisne, v severní Francii, jako druhorozené dítě v rodině venkovského šlechtice Louise Prospera, zabývajícího se hypotékami a obchodem s bankovními transakcemi. Matka rozená Louise Athanaïse Cécile Cerveaux, pocházela z Champagne z rodiny katolických kněží a sedláků. Když byla Camille ještě dítětem, rodina se přestěhovala do Villeneuve-sur-Fère. Zde se také v roce 1866 narodil její mladší bratr Paul Claudel. V roce 1870 se přestěhovali do Bar-le-Duc, v roce 1876 do Nogent-sur-Seine a v 1879 do Wassy-sur-Blaise, ačkoliv letní období rodina vždy trávila v Villeneuve-sur-Fère, jejíž přísná krajina v dětech vyvolávala hluboké dojmy. Camille nakonec v roce 1881 spolu se svou matkou, bratrem a mladší sestrou začala bydlet v pařížské čtvrti Montparnasse, zatímco jejich otec zůstal v původním místě, aby mohl finančně podporovat rodinu.

## Tvůrčí období
Uchvácena kamenem a zemí studovala na Colarossiho akademii se sochařem Alfredem Boucherem. (Tou dobou prestižní výtvarná škola École des Beaux-Arts neumožňovala přijetí žen ke studiu.) V roce 1882 si Claudelová pronajala dílnu společně se skupinou žen, z nichž většinu tvořily Angličanky, mimo jiné s Jessie Lipscombovou. V roce 1883 se setkala s Augustem Rodinem, který Camille a její přátele vyučoval sochařství.
Když kolem roku 1884 začala Claudelová pracovat v Rodinově dílně, stala se jeho zdrojem inspirace, modelkou, důvěrnou přítelkyní a milenkou. Nikdy nežila s Rodinem společně, neboť ten nebyl ochoten ukončit dvacetiletý vztah s Rose Beuretovou. Camille nikdy Rodinovi neporodila dítě, ačkoliv s ním byla těhotná. Podle knihy spisovatelky Anne Delbée Camille Claudel: Une Femme (San Francisco: Mercury House, 1982) své nenarozené dítě ztratila při nehodě; tato tragédie ji uvrhla do hluboké deprese. Aféra také rozrušila její rodinu, hlavně pak matku, která nikdy bezvýhradně nesouhlasila s Camillinou uměleckou kariérou. Pod vlivem rozepří Claudelová opustila rodný dům. V roce 1892, snad po nechtěném potratu, Claudelová ukončila své intimní vztahy s Rodinem, ačkoliv se stále až do roku 1898 pravidelně vídali.

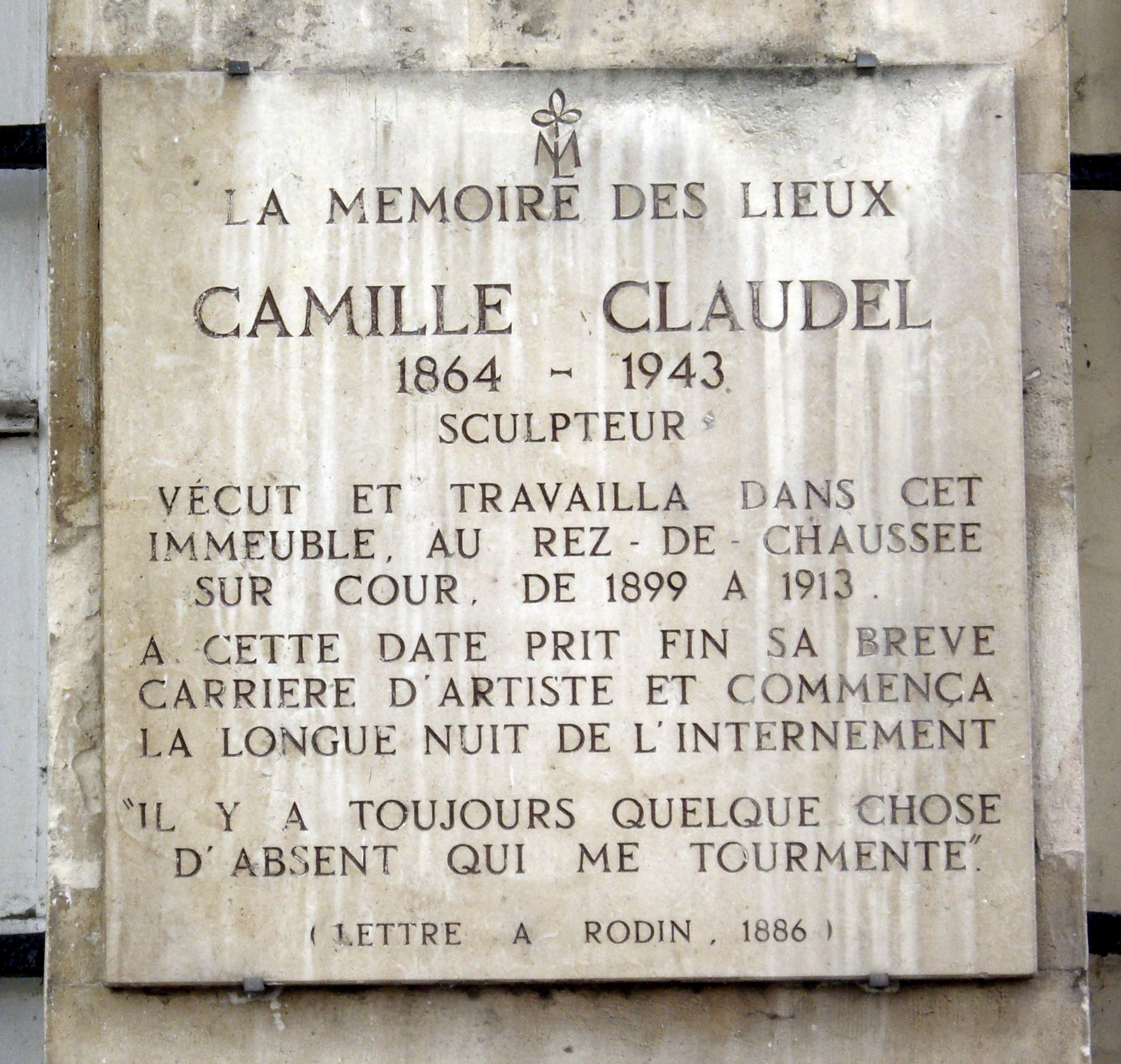
Pamětní deska v Paříži (19 du quai de Bourbon, Paris 4^{e} :
La Mémoire des Lieux)

Počátkem 1903 vystavila své dílo na Salonu. Bylo by chybou domnívat se, že renomé Claudelové vyvěralo jen a pouze z jejího spojení s Rodinem. Ve skutečnosti byla stejně tak skvělá sochařka jako nejlepší z jejích uměleckých vrstevníků. Její práce byla podobná svým duchem Rodinovým dílům, ale odhalovala její niternou lyriku a imaginaci – zejména pak ve známých sochách Bronzovém valčíku (1893) a Věku dospělosti (1900) je zřetelná mocná alegorie jejího odpoutání od Rodina. Její onyxová a malá bronzová Vlna (1897) byla vědomým zlomem jejího období inspirovaného Rodinem, s výtvarnou kvalitou zcela odlišnou od „heroického“ cítění jejích předešlých prací. S Rodinem naposledy spolupracovala na pomníku spisovatele Balsaca. Uvádí se, že obléct sochu do mnišského roucha byl její nápad. Na počátku 20. století Claudelová přitahovala mecenáše, obchodníky a zažívala obchodní úspěch – nepotřebovala se slunit ve světle odraženém od Rodina. Avšak tento úspěch neměl dlouhého trvání.
Od roku 1905 se Claudelové duševní zdraví měnilo k horšímu. Zničila mnoho ze svých soch, mizí na dlouhé období a je pronásledována paranoiou. Obviňuje Rodina z krádeže nápadů a z přípravy své úkladné vraždy. V roce 1906 po svatbě svého bratra (jenž ji doposud podporoval) a po jeho návratu do Číny žila osamocena ve své dílně.

## Hospitalizace v léčebně duševně nemocných
Její otec, který schvaloval její uměleckou kariéru a snažil se jí všemožně pomáhat a finančně ji podporoval, zemřel 2. března 1913. Claudelovou o jeho smrti nikdo neinformoval. Dne 10. března 1913 po zásahu své matky byla ve svěrací kazajce umístěna na psychiatrické klinice v Ville-Évrard v departamentu Neuilly-sur-Marne. Ačkoliv v protokolu o přijetí je psáno, že byla hospitalizována na základě vlastní žádosti, je formulář podepsán jen lékařem a matkou.
V roce 1914 z důvodu evakuace před postupujícími německými jednotkami se nemocnice přemistila do Enghien; 7. září 1914 byla Camille spolu s množstvím dalších žen přemístěna do ústavu pro choromyslné Montdevergues v Montfavet, šest kilometrů od Avignonu. V protokolu o přijetí do ústavu podepsaném 22. září 1914 je zaznamenáno, že pacientka trpí „soustavným deliriozním stihomamem založeným na mylném chápání skutečnosti a imaginace “.
Matka zakázala, aby její dcera dostávala jiné dopisy než od bratra. S postupem času personál léčebny pravidelně doporučoval Claudelovou k propuštění, ale matka neoblomně pokaždé odmítla. Dne 1. června 1920 psychiatr Dr. Brunet poslal matce dopis s doporučením, aby se pokusila dceru včlenit do rodiny, dopis zůstal bez odpovědi.
Paul Claudel, její bratr, ji každých několik let navštěvoval, ale o své sestře mluvil jen v minulém čase. V roce 1929 ji navštívila Jessie Lipscombová.
Camille Claudelová zemřela 19. října 1943 poté, co v léčebně Montfavet (známé jako Asile de Montdevergues, nyní moderní klinika Centre Hospitalier de Montfavet) prožila 30 let. Matka, která umírá 20. června 1929, dceru ani jednou nenavštívila. (Některé biografie uvádějí, že matka zemřela v roce 1920). Camille Claudelová je pohřbena na hřbitově v Monfavet, nedaleko Avignonu.

## Umělecký odkaz
Ačkoliv Claudelová mnoho svých děl zničila, zachovalo se asi 90 jejích soch, náčrtů a kreseb.
V roce 1951 její bratr zorganizoval výstavu v Musée Rodin, kde jsou nyní k vidění některé její práce. Velká výstava jejích děl zde byla také uspořádána v roce 1984. V roce 2005 byla konána velká výstava prací Rodina a Claudelové v Quebeku v Kanadě a Detroitu v USA.
Po vydání několika jejích biografií v 80. letech 20. stol. se veřejnost začala více zajímat o její dílo.
Životopisný film Camille Claudel byl uveden v roce 1988 (Isabelle Adjani v roli Claudelové a Gérard Depardieu v roli Rodina). V roce 1989 byl film nominován na dvě ceny Akademie.

## Galerie

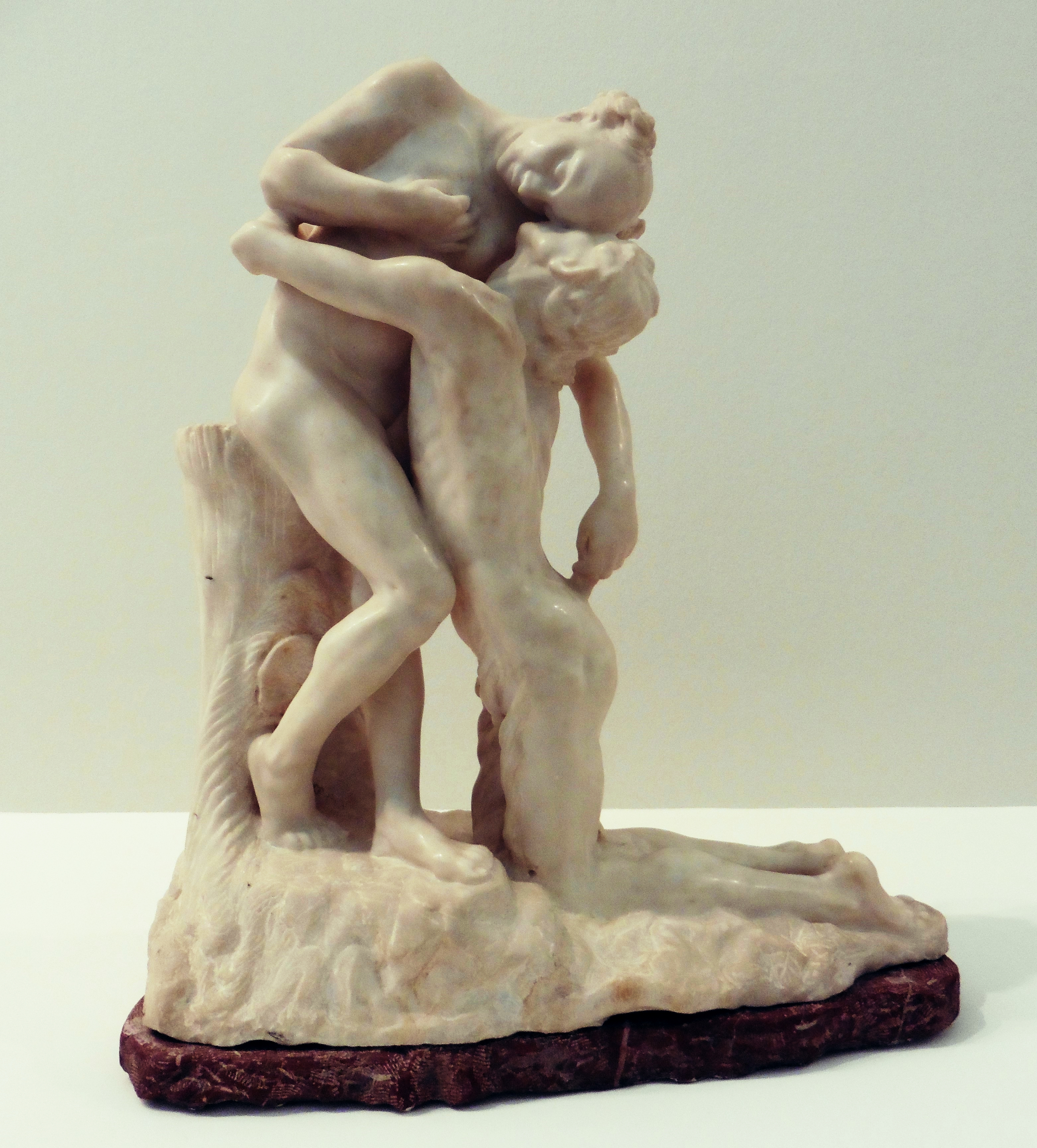
Vertumnus a Pomona (mramor,1905)
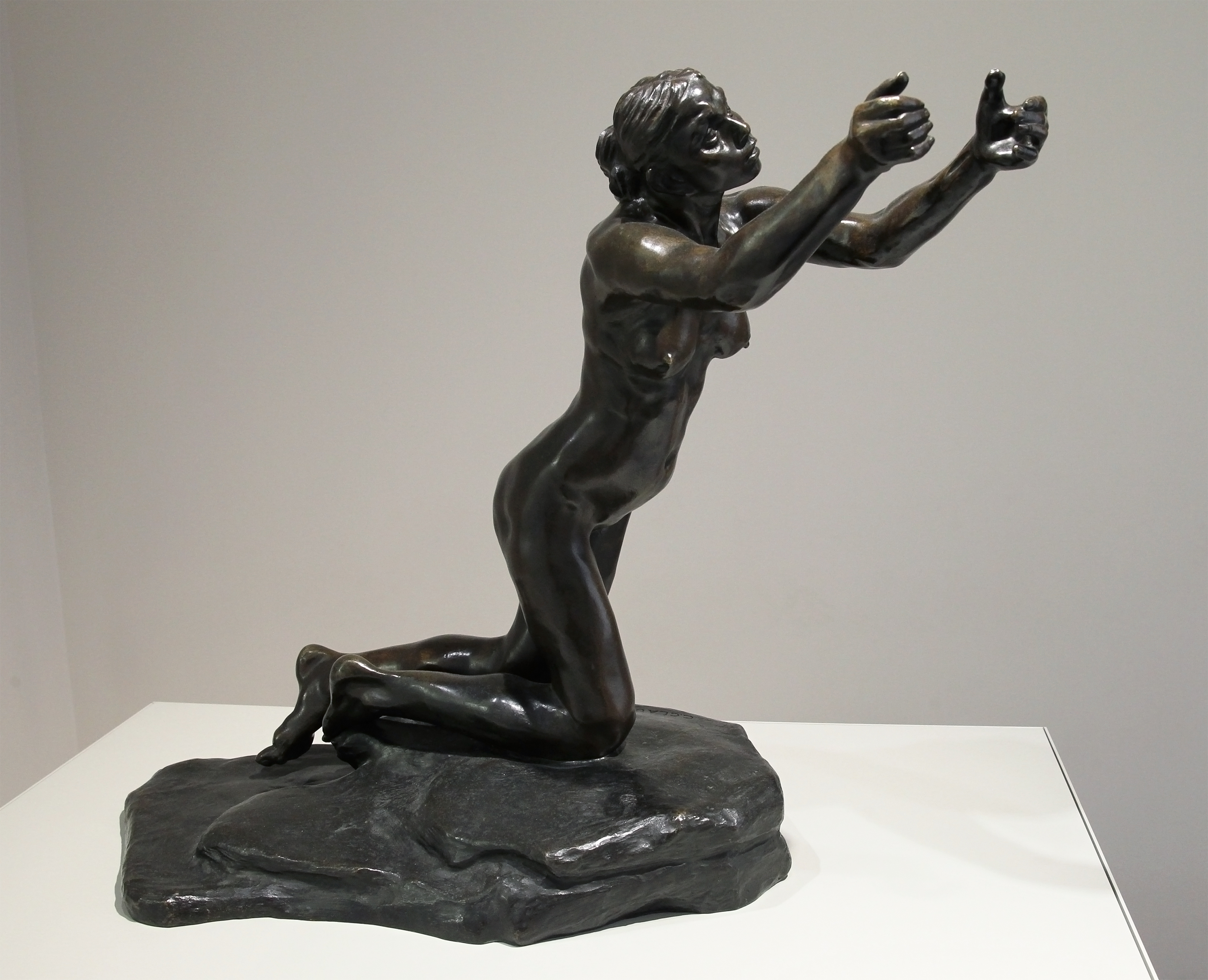
Prosba (bronz, 1899)
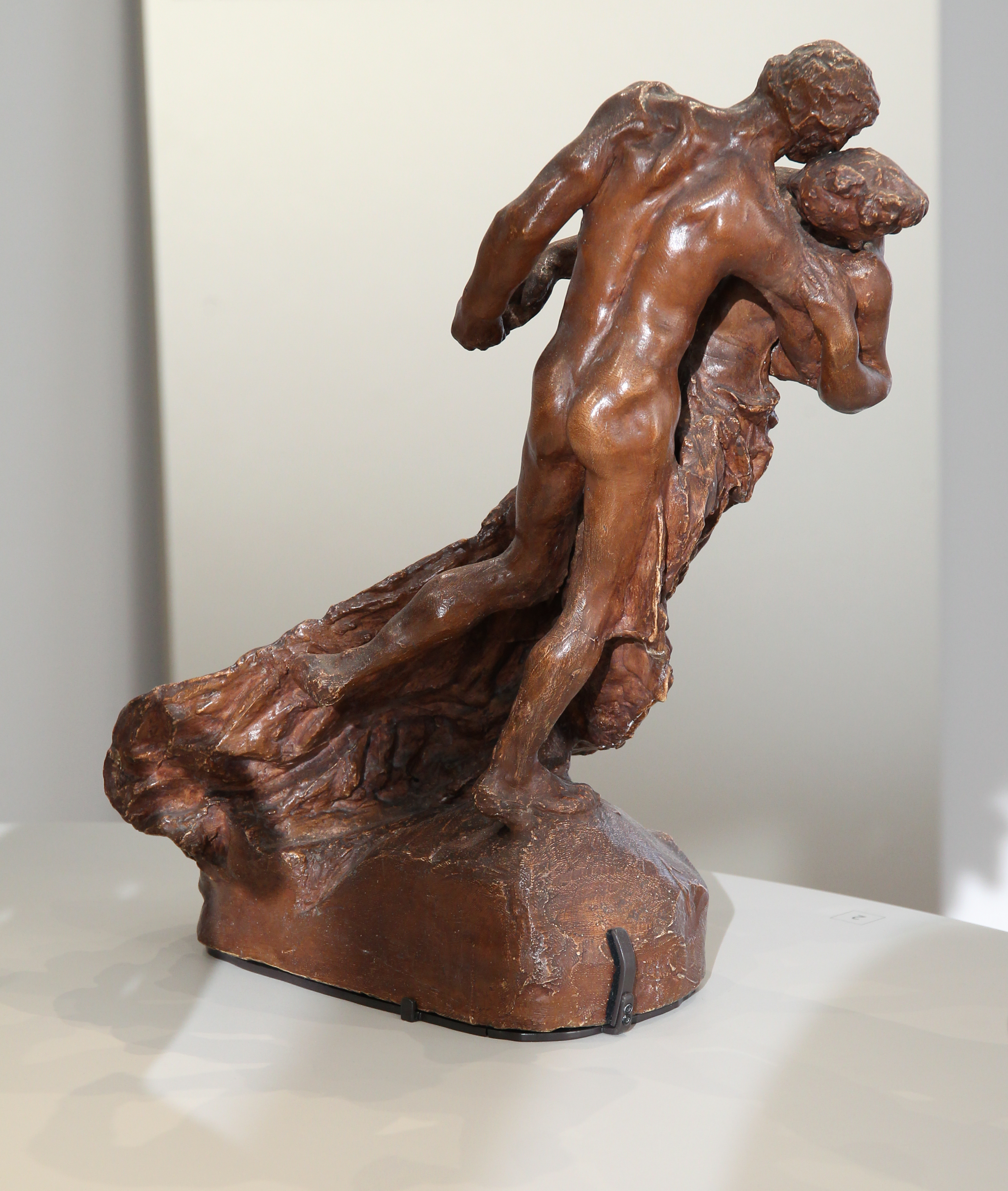
Valčík (1893)
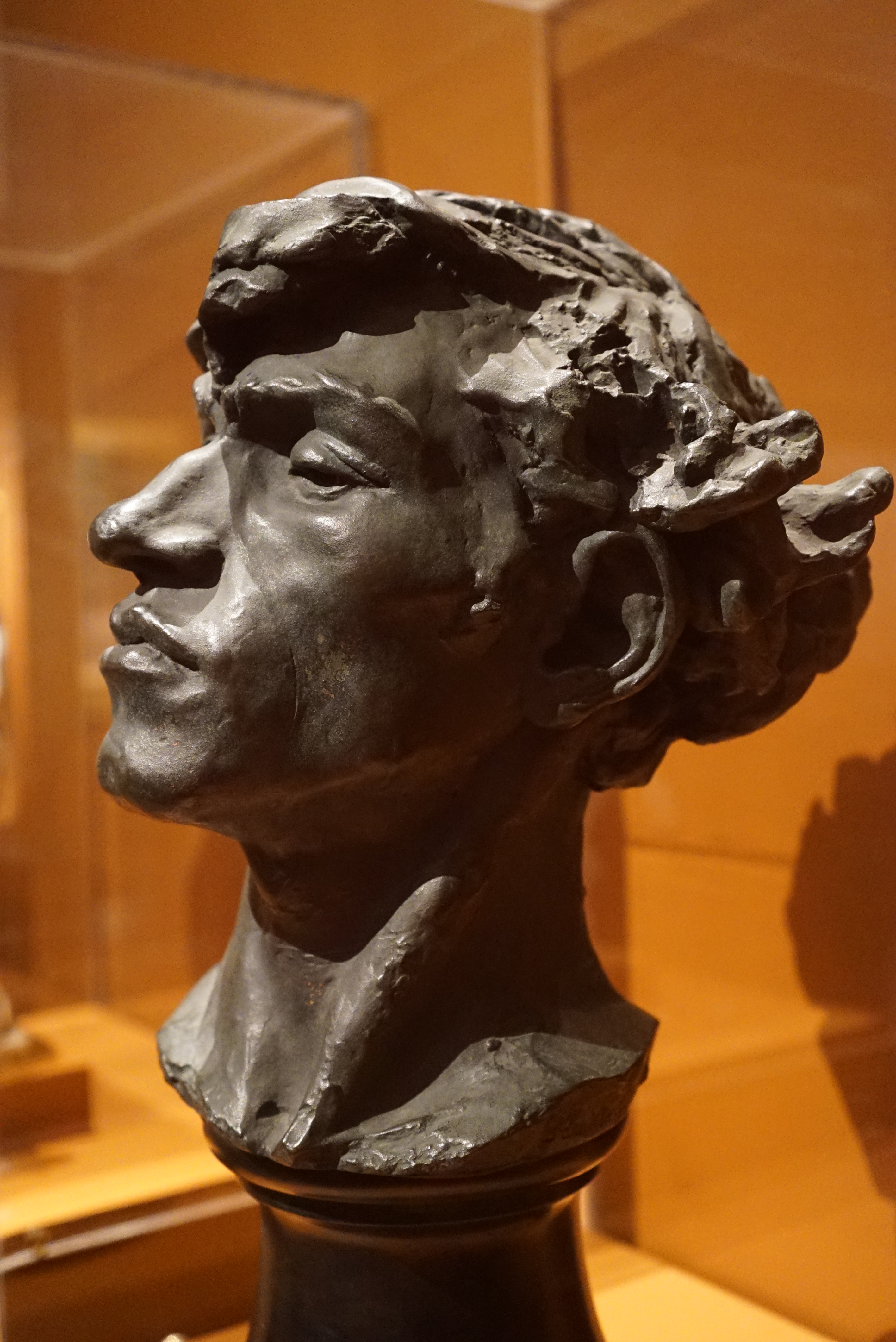
Hlava